# أنتوني روبرت تمبل
أنتوني روبرت تمبل هو سياسي كندي، ولد في 8 أكتوبر 1926. نشط حزبياً في الحزب الليبرالي الكندي. وقد انتخب عضو مجلس العموم الكندي.